# Big Six (moda)

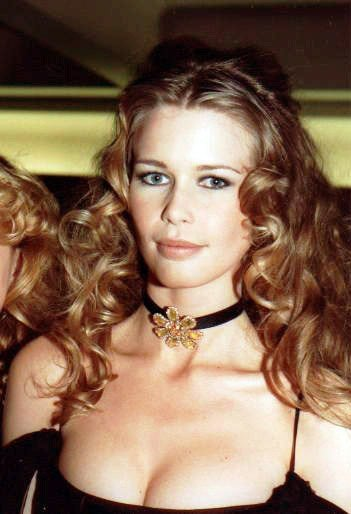
Claudia Schiffer nel 1993.

The Big Six («le grandi sei») è una locuzione utilizzata negli anni novanta del XX secolo per riferirsi a sei top model che conquistarono la scena in quel periodo, assurgendo ad un grado di popolarità mai toccato prima da una modella.
Facevano parte del gruppo l'italo-canadese Linda Evangelista, la tedesca Claudia Schiffer, la britannica di origine caraibica, Naomi Campbell e le statunitensi Cindy Crawford, Angie Everhart e Christy Turlington.
In seguito a quelsto esclusivo, elitario olimpo della vanità più sfrenata, approdarono anche Angie Everhart e l'italiana (inseguito francese di adozione) Carla Bruni.
Oggi non esistono più modelle tanto popolari di cui bastava il nome proprio... per evocarne il fascino assoluto il desiderio, la fama irraggiungibile... se non chi è rimasto di loro: Naomi Campbell ha sfilato ancora per diversi anni, ed è forse divenuta l'icona simbolo di quel gota...
Oggi una parvenza di quello che fu, sopravvive negli eccessi paparazzati di Kate Moss e il portamento teutonico miscelato con il carisma brasiliano di Gisele Bündchen ... ma certo, Naomi e le Big five o six che fossero, restano un mito irraggiungibile nel tempo.
Espressione iconica del successo e del potere commerciale delle Big Six fu la dichiarazione di Linda Evangelista nel 1990:
Contribuì a incrementare la leggenda delle Big Six quanto affermò Claudia Schiffer nel 2007: in un'intervista dichiarò che, a suo parere, l'era delle top model era definitivamente finita.